# Fabio Wibmer
Fabio Wibmer (* 30. Juni 1995 in Oberpeischlach, Osttirol) ist ein österreichischer Mountainbike- und Trialfahrer sowie Webvideoproduzent. Als Radsportler ist er vorwiegend als Bike-Trial-Fahrer aktiv, aber auch der Downhill-Bereich zählt zu seinem Betätigungsfeld.

## Werdegang
Fabio Wibmer fuhr in seiner Jugend zehn Jahre lang Motocross-Rennen. Im Jahr 2009 wurde er durch ein YouTube-Video des schottischen Trial-Superstars Danny MacAskill auf den Bike-Trial-Sport aufmerksam. Der eigentliche Erstkontakt mit dieser Sportart erfolgte schließlich im Winter 2010 mit seinem ersten eigenen Trial-Bike. Im Jahr 2012 wurde er im Alter von 16 Jahren zur Red Bull Wings Academy nach München eingeladen. Seit 2014 tourt er mit weiteren Bike-Trial-Fahrern als ständiges Mitglied der durch MacAskill gegründeten „Drop & Roll Street Trial Show“, teils international durch die Welt.
Seit Mitte 2017 ist Fabio Wibmer  Athlet unter Vertrag von Red-Bull und seit Anfang 2020 Vertragspartner der Fahrradmarke Canyon Bicycles. Unter anderem gründete er zusammen mit dem österreichischen Downhillfahrer Elias Schwärzler die Sportkleidungsmarke „Sick Series“.
Fabio Wibmer war schon in den Fernsehsendungen stern TV und Klein gegen groß Gast.

## Sportliche Erfolge
Seine bis dahin größten sportlichen Erfolge erzielte Fabio Wibmer 2015 als Sieger des österreichischen Whip-Off-Contests sowie 2016 als österreichischer Downhill-Staatsmeister und Gewinner des „Downhill Cup Innsbruck“. In den Jahren 2016 und 2017 belegte er zudem jeweils den ersten Platz beim „Whip Off Contest“ des Dirtmasters Festivals in Winterberg.

## Internetauftritt

### YouTube
Seit 2008 betreibt Wibmer einen YouTube-Kanal und lädt dort regelmäßig Videos seiner Stunts und Touren auf seinen Mountainbikes hoch. Er hat derzeit über 7 Millionen Abonnenten und seine Videos wurden bereits über 1 Milliarde Mal aufgerufen. Derzeit liegt sein Kanal auf Platz 2 der meistabonnierten Kanäle Österreichs und Platz 43 der meistabonnierten Sportkanäle weltweit.
Bereits 2015 wurde das von aepic.tv produziertes Video Wibmers „Paris Is My Playground“ mit dem Webvideopreis Deutschland in der Kategorie „Sports“ ausgezeichnet.
Als eines seiner erfolgreichsten Videos gilt „Urban Freeride lives“ vom April 2017. Innerhalb des ersten Jahres erzielte dieses mehr als 22 Millionen Aufrufe, gefolgt von weiteren 40 Millionen Views im Folgejahr und sorgte auch international für große Aufmerksamkeit. Stand August 2021 hat das Video über 180 Millionen Aufrufe. Das Video „Wibmer’s Law“ vom September 2019 hatte innerhalb der ersten zwei Jahre nach Veröffentlichung über 190 Millionen Aufrufe.

### Videos (Auswahl)
| Datum          | Titel                                  | Ort                              | Bemerkungen |
| -------------- | -------------------------------------- | -------------------------------- | --- |
| Februar 2014   | Paris Is My Playground                 | Paris                            | Webvideopreis Deutschland in der Kategorie Sports                                                                       |
| Dezember 2014  | Osttirol Is My Playground              | Osttirol                         | Gefilmt von Hannes Berger; Musik von The Family Crest (The Headwinds & Love Don't Go) und Early Morning Rebel (Hold On) |
| Dezember 2015  | Fabiolous Escape                       | Osttirol                         | Gefilmt von Hannes Berger                                                                                               |
| November 2016  | Out Of Mind                            | Saalbach-Hinterglemm, Leogang    | Gefilmt von Manuel Nguyen                                                                                               |
| November 2016  | Riding a bike on a 200 m high rail     | Kölnbreinsperre, Maltakraftwerke | Beitrag zum GoPro Of The World Contest                                                                                  |
| April 2017     | Urban Freeride Lives                   | Salzburg                         | Gefilmt von Hannes Berger                                                                                               |
| Juli 2017      | Urban Freeride Lives in Vienna         | Wien                             | Gefilmt von Manuel Nguyen; Musik von The Phantoms (Take The World & Can't Get Enough)                                   |
| September 2017 | Riding down the Dolomites              | Dolomiten                        | Gefilmt von Stephan Senfter; Musik von Here and Now (Energy)                                                            |
| April 2018     | Fabiolous Escape 2                     | Saalbach-Hinterglemm             | Gefilmt von Alex Meliss; Musik von Audionetwork.com                                                                     |
| September 2019 | Wibmer’s Law – Fabio Wibmer            | Österreich                       | Musik von Sounds of Red Bull (Come Alive)                                                                               |
| Dezember 2019  | Urban Freeride Lives 3                 | Lyon & Paris                     | Gefilmt von Manuel Nguyen & Hannes Berger; Musik von Oh The Larceny (Blood Is Rebel)                                    |
| Januar 2020    | Israel Is My Playground – Fabio Wibmer | Israel                           | Gefilmt von Aleksander Osmalek, Lukas Faltenbacher, Ohad Nir und Hannes Berger                                          |
| Mai 2020       | Home Office – Fabio Wibmer             | Österreich                       | Produziert von Sick Cinema                                                                                              |
| November 2022  | GTB Video Game                         | Frankreich                       | Produziert von Sick Cinema                                                                                              |
| Juli 2023      | Urban Freeride lives Chile             | Chile                            | Produziert von Sick Cinema                                                                                              |

### Kritik
Sein Video „Riding down the Dolomites“ wurde kritisch rezipiert: Das Video zeigt Fabio Wibmer bei seiner Mountainbike-Downhill-Abfahrt der Berglaufstrecke des Dolomitenmannes. In der Mountainbike-Community und verschiedenen Bikeforen wurde das durch Red Bull unterstützte Projekt eher kritisch gesehen. Kritikpunkt ist zum einen der Einsatz zweier Hubschrauber zwecks Transport und Filmaufnahmen im Hochgebirge und zum andern die recht „rustikale“ Fahrweise Wibmers, bei der er deutliche Spuren im alpinen Gelände hinterlässt.
Das Video „Israel Is My Playground – Fabio Wibmer“, welches unter anderem auch die Kultur und Natur Israels positiv in Szene setzt, löste aufgrund des politischen Konflikts zwischen Israel und Palästina einige Irritationen und Diskussionen im Kommentarbereich aus und erhielt verhältnismäßig viele Dislikes, was Fabio Wibmer schließlich zu einem Statement („Guys, biking is not about politics! It’s about having fun, no matter where in the world.“) veranlasste, in dem er zum Ausdruck brachte, dass Biking seiner Ansicht nach nichts mit Politik zu tun habe, sondern es dabei allein darum gehe, Spaß zu haben – ganz egal wo in der Welt.